# Dracula sergioi
Dracula sergioi är en orkidéart som beskrevs av Carlyle August Luer och Rodrigo Escobar. Dracula sergioi ingår i släktet Dracula och familjen orkidéer.
Växten är endemisk för Colombia och förekommer i Anderna, i den västra delen av landet.
Liksom andra arter av släktet Dracula utsöndrar den en doft som påminner om svamp. Doften är ett medvetet drag av växten, för att locka pollinerande insekter som attraheras av svampar.
Blommans mitt har ett utseende, med pistiller och ståndare, som starkt påminner om (den öppna munnen) hos en vampyr. Detta utseende var ursprunget till släktnamnet Dracula, som påminde spanska botaniker om drakar (Dracula är spanska/latin för liten drake) och fladdermöss (vampyrfladdermöss förekommer i Sydamerika).
Inga underarter finns listade i Catalogue of Life.

## Bildgalleri

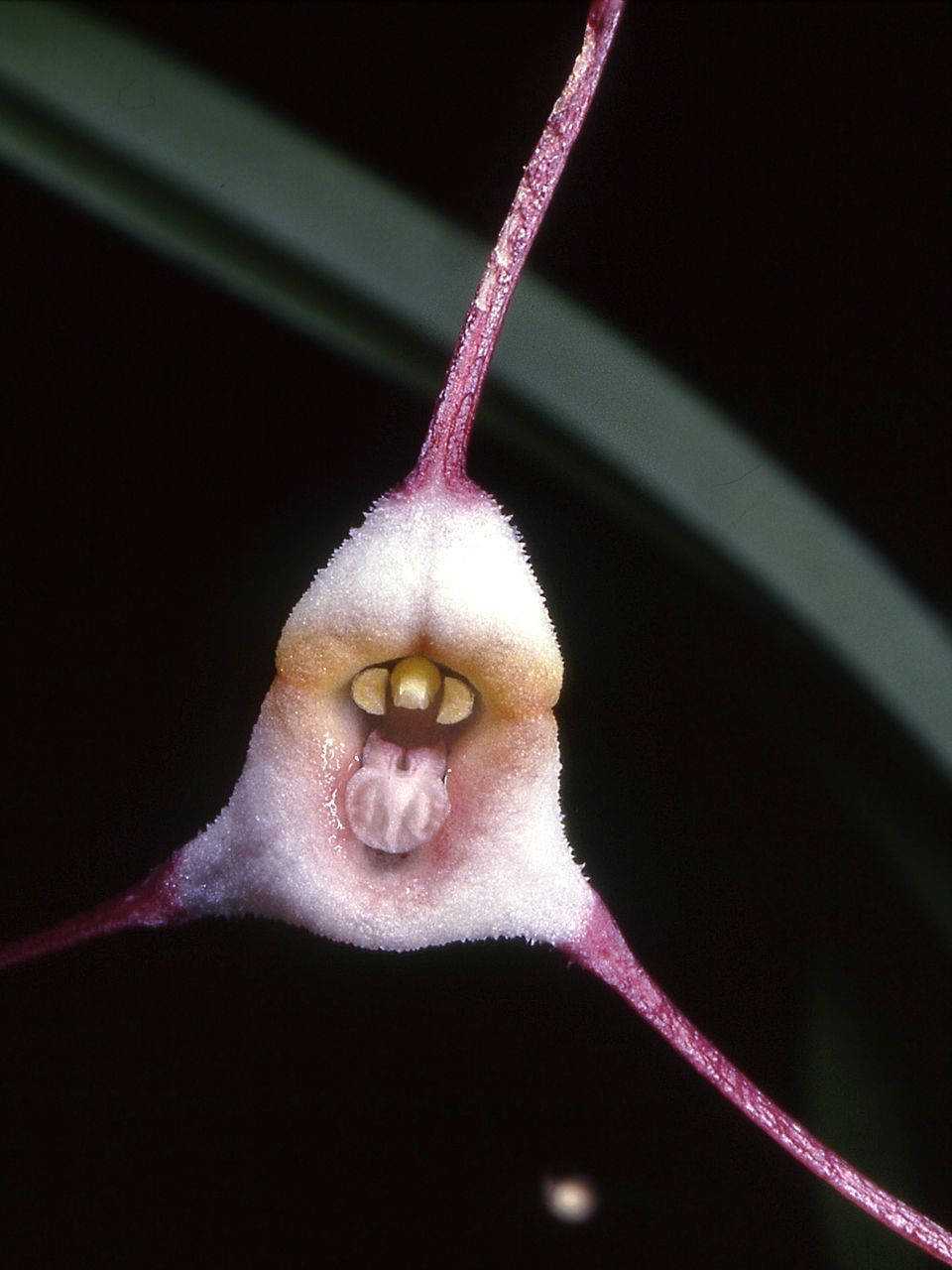
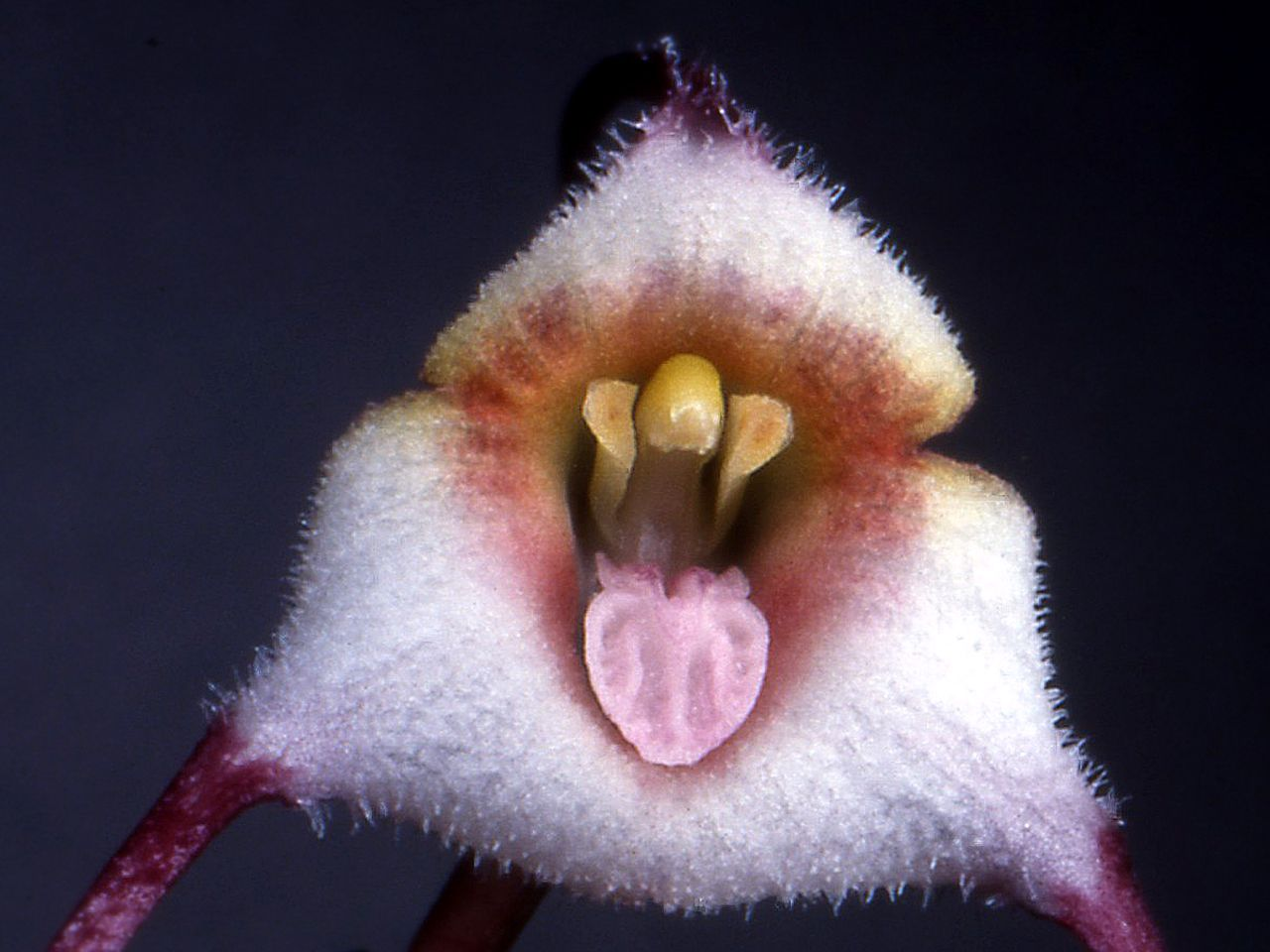